# Sjörups gamla kyrka

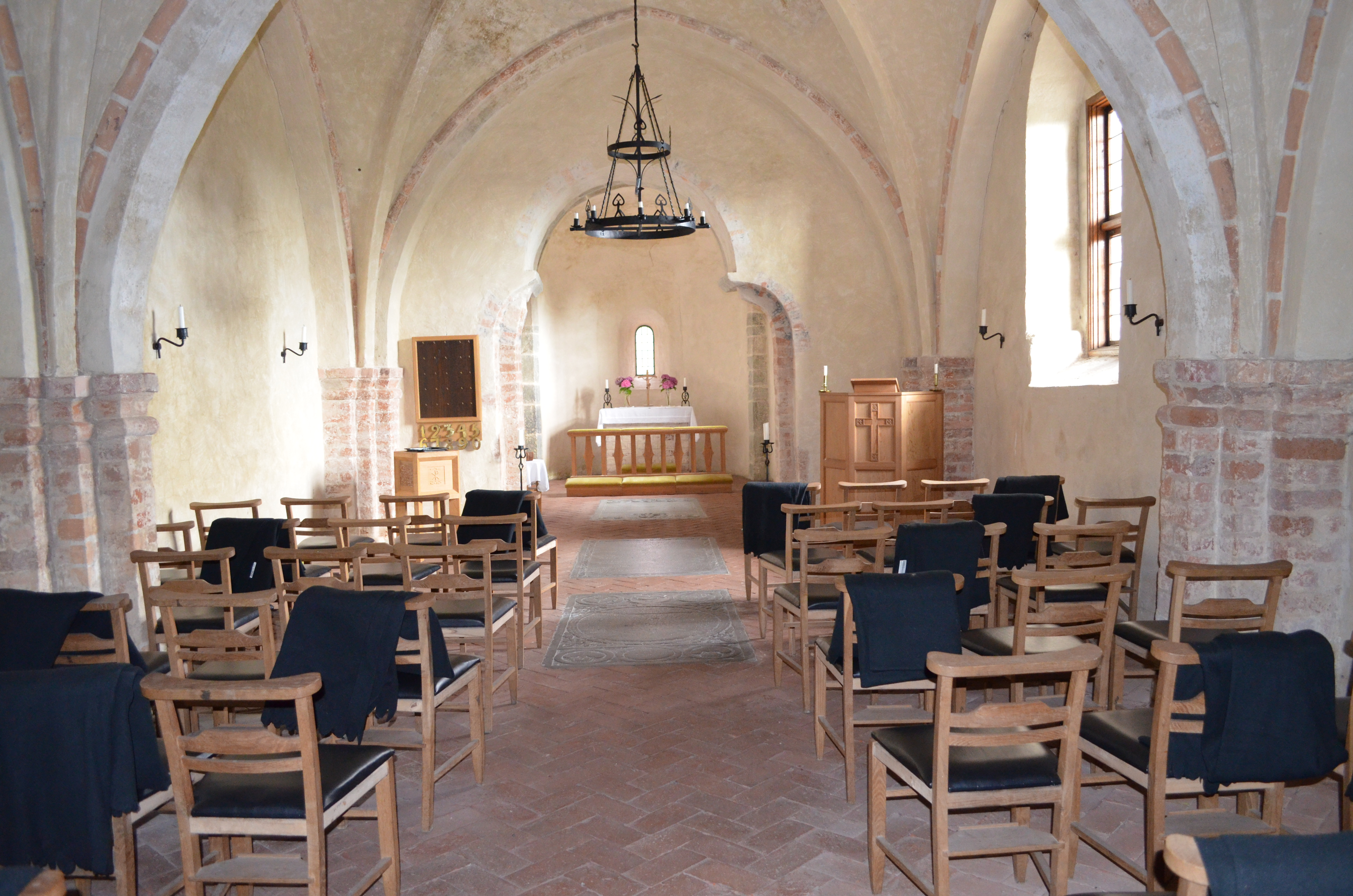
Sjörups gamla kyrkas kyrkosal

Sjörups gamla kyrka är en medeltidskyrka i Sjörup väster om Ystad. Den tillhör Ljunits församling i Lunds stift.

## Kyrkobyggnaden
Någon gång mellan 1150 och 1170 uppfördes kyrkan under ledning av Carl stenmästare. Omkring 1270 byggdes kyrktornet och sakristian. Kyrkorummets valv tillkom någon gång på 1300-talet. Framför södra portalen uppfördes ett vapenhus under senmedeltiden. På 1800-talet bedömdes kyrkan vara för liten så man byggde en större kyrka mer centralt i socknen. Nya kyrkan, som heter Vallösa kyrka, färdigställdes 1882 och Sjörups gamla kyrka byggdes om till lektionssal för konfirmander. När en ny lokal för konfirmandundervisning och sammanträden hade byggts vid prästgården lämnades Sjörups gamla kyrka åt att förfalla. En bit in på 1900-talet hade förfallet gått så långt att tornets övre del och långhusets västra gavel hade rasat. Vapenhuset var rivet och bara från dess nederdel fanns rester kvar. En restaurering genomfördes 1932 - 1935 vilket räddade kyrkan från ytterligare förfall. Sydportalen återfick då sin äldre dörr. 1969 återinvigdes kyrkan.
Vid ingången till kyrkan finns en runsten från troligen 900-talet kallad Sjörupstenen.

## Orgel
I kyrkan finns ett harmonium.